# Robert Guiskard

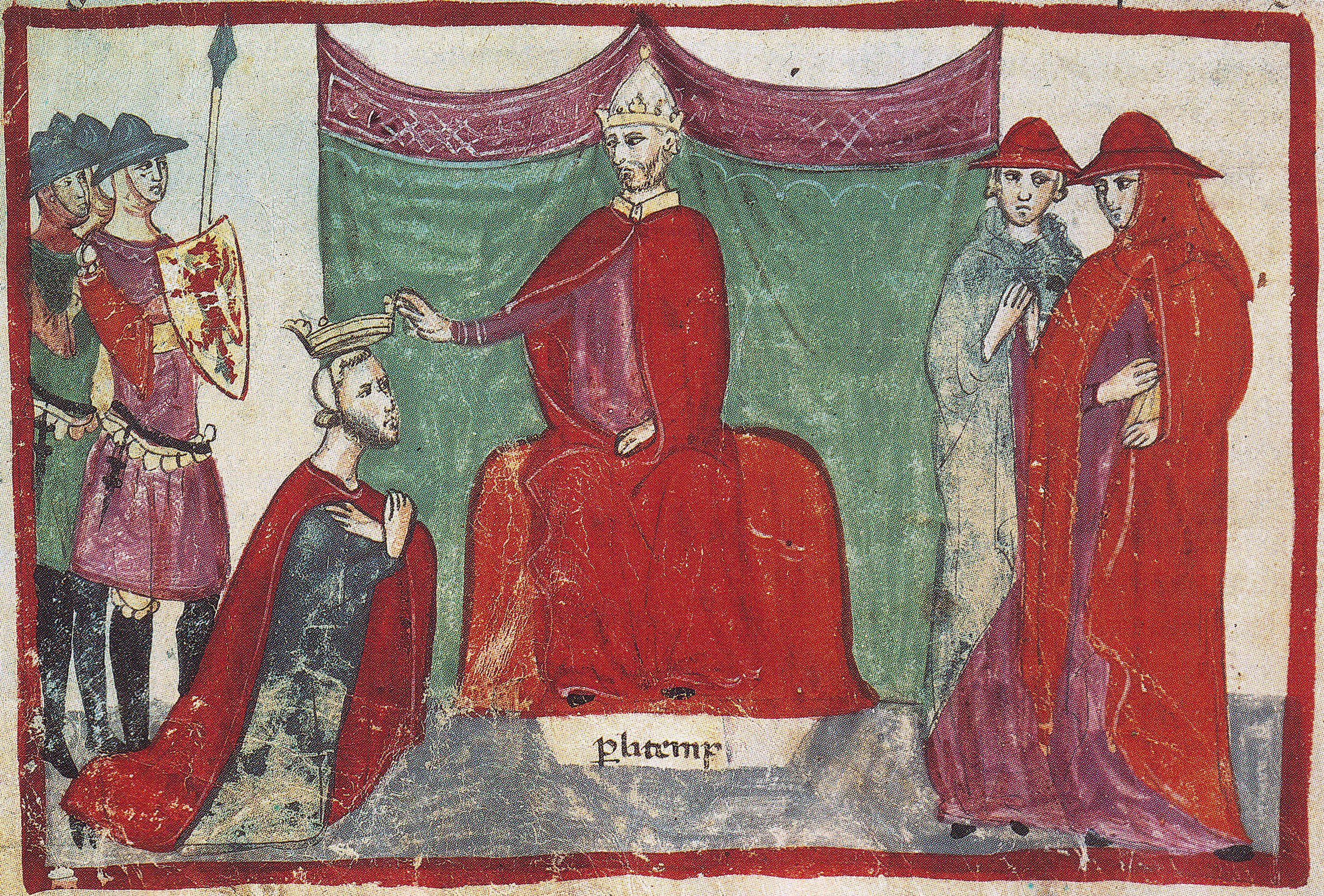
Robert Guiscard wird von Papst Nikolaus II. zum Herzog gekrönt. (Darstellung aus der Nuova Cronica des Giovanni Villani, 14. Jahrhundert)

Robert Guiskard (* um 1015; † vermutlich am 17. Juli 1085 bei Porto Atheras) war ein normannischer Herrscher sowie Herzog von Apulien und Kalabrien.
Guiscard (guiscard, guiscart) ist die altfranzösische Aussprache von „Wiß-hart“/„Weis-hard“. Die Normannen, ursprünglich aus Norwegen und Dänemark stammend, hatten ihre altgermanischen Namen weiter gepflegt, obwohl sie als neue Herren der Normandie (Nordfrankreich) im Alltag die altfranzösische Sprache übernommen hatten (vgl. Geschichte der Normandie).
Wilhelm von Apulien schrieb: „… sein Name war Guiskard, weil er an Verschlagenheit Cicero und auch Odysseus überlegen war.“

## Leben

### Herkunft
Robert war der sechste Sohn des Tankred von Hauteville, eines Angehörigen des niederen Adels (Valvassor) der westlichen Normandie (heute: Hauteville-la-Guichard bei Coutances). Er war der erste Sohn der zweiten Frau Tankreds, Frensendis, und stand damit in der Erbfolge an sechster Stelle. Obgleich der väterliche Besitz schon 1035 auf den Sohn Gottfried überging, blieb Robert (im Gegensatz zu den älteren Brüdern) bis etwa 1045 in der Normandie. Aus seinen Jugendjahren ist nichts überliefert. Das normannische Herzogtum wurde in jenen Jahren von blutigen Fehden erschüttert. Der Herzog in Rouen, Wilhelm (später „der Eroberer“ genannt), war zum Zeitpunkt seiner Erhebung 1035 noch ein Kind und kämpfte um sein Überleben.

### Die Anfänge in Süditalien
Der rasante Aufstieg der Brüder in Süditalien erschien Robert verlockend. Ein Jahr nachdem sein ältester (Halb-)Bruder Wilhelm, der Anführer der apulischen Normannen, gestorben war, traf er um 1047 selbst dort ein. Die Hautevilles hatten schon mit der Wahl des nachrückenden zweitältesten Bruders Drogo ein dynastisches Prinzip in der Region etabliert. Aus den ehemals 12 gleichwertigen normannischen Grafen ragten die Hautevilles deutlich als primi inter pares heraus. Sie bauten Melfi zur Zentrale ihrer Herrschaft aus. Robert jedoch schien zunächst alles andere als willkommen und erhielt vom Bruder kein Lehen. Daher verdingte er sich zunächst als Söldner für den kriegerischen Pandulf von Capua. (Zur Vorgeschichte der Normannen in Italien, siehe Geschichte Apuliens#Exkurs: Aufstieg der Normannen 1000 bis 1050.)
Etwa 1048 gelang es ihm, die Burg Scribla an der Via Popilia in Nordkalabrien als Lehen für sich herauszuschlagen – aus Sicht seines Bruders Drogo in ausreichender Entfernung vom Machtzentrum Melfi. Allerdings erhielt er die Zusage, alles hinzueroberte Land behalten zu dürfen. Bei Scribla handelte es sich lediglich um eine kleine, hölzerne Burg (Motte) in der damals stark malariaverseuchten Ebene von Sibari. Es verwundert nicht, dass Robert Guiskard schon bald den unwirtlichen Platz gegen das nicht weit entfernte, aber hoch gelegene San Marco Argentano eintauschte. Dort errichtete er einen soliden steinernen Wehrturm. Mangels Pferden und ausgebildeter Kämpfer verlegte er sich zunächst auf ein reines Banditendasein. Bald schon gebot er über eine etwa 60 Mann starke Bande, die vermutlich aus entlaufenen Balkansklaven bestand. Gegen befestigte Städte konnte die Truppe nichts ausrichten.

Scribla, Festungsruine auf einer künstl. Erhöhung, Ebene von Sibari, Kalabrien.

Dieses Manko schien Robert Guiskard um das Jahr 1050 durch eine Heirat kompensiert zu haben: Er ehelichte nach einigem Widerstand seitens Drogos schließlich Alberada von Buonalbergo, eine Tante des normannischen Anführers Girard von Buonalbergo, der Robert als Mitgift 200 Krieger überließ und so dessen Handlungsmöglichkeiten beträchtlich steigerte. Auf Girard, mit dem Robert nun auch öfter zusammenarbeitete, dürfte auch sein Beiname Guiskard (etwa „Schlaukopf“) zurückgehen.
Ein Jahr später (1051) fiel Graf Drogo einer Verschwörung zum Opfer. Mit Humfred rückte der nächste Hauteville-Bruder als Anführer nach. Die unterdrückte Bevölkerung begehrte wohl um den St. Laurentiustag (9./10. Aug.) allerorten gegen die normannischen Besatzer auf und tötete viele von ihnen. Hinzu kamen die zunehmenden Schwierigkeiten mit dem 1049 inthronisierten Papst Leo IX., die 1051 darin gipfelten, dass die Bevölkerung Benevents dem Papst den Oberbefehl über ihre Stadt übergab.

### Aufstieg
Leo IX. entschloss sich, massiv gegen die als Ungläubige gebrandmarkten Normannen vorzugehen und sie militärisch niederzuringen. Bei seiner letzten Bittfahrt ins Reich erhielt er von seinem Landsmann und Vertrauten Kaiser Heinrich III. allerdings lediglich 300–400 Schwaben als Schutztruppe. Auf dem Zug zurück durch Oberitalien nach Rom gesellten sich noch etwa 2000 Leute aus dem Volk sowie ein Kontingent der Langobarden zu seinem Heer, so dass Leos Siegesgewissheit stieg.
Als sich die Heere bei Civitate gegenüberstanden, boten die in ungewohnter Einigkeit erschienenen Normannen zunächst ihre Lehnsabhängigkeit an, wenn sie im Gegenzug freie Hand gegen das mit dem Papst verbündete Byzanz erhielten. Nachdem Leo den Vorschlag abgelehnt hatte, kam es am 18. Juni zur Schlacht von Civitate, in der die Normannen trotz starker Gegenwehr die Päpstlichen besiegten. Papst Leo wurde arrestiert und neun Monate in Benevent festgehalten.
Robert konnte in der Folge in Kalabrien weitgehend selbständig vorgehen und die beiden Bischofsstädte Bisignano und Cosenza einnehmen. Die angewandte Taktik war in erster Linie die Belagerung, was zunächst die schlichte Abschneidung der Versorgungswege bedeutete. Erst in einem zweiten Schritt suchten die Normannen den offenen Kampf. Die Besiegten hatten in der Regel Geiseln zu stellen und mussten Tribut zahlen.
Roberts Erfolg führte zur Rivalität mit seinem älteren Bruder und Lehnsherren Humfred. Während Humfred als Anführer der apulischen Normannen sich permanent der anderen normannischen Grafen zu erwehren hatte, die z. T. ähnlich lange vor Ort waren wie er, erweiterte Robert seine Machtsphäre in kürzester Zeit um ein Vielfaches. Das schürte den Neid. Eine Quelle berichtet, dass Humfred Robert eine kurze Zeit lang einsperren ließ. Kaum in Freiheit, eroberte Robert freilich unbekümmert weiter.
Etwa um das Jahr 1057 erschien Roberts jüngerer Bruder Roger, der spätere Herrscher (Graf) von Sizilien, in Süditalien. Trotz einiger Zerwürfnisse zwischen den beiden Brüdern sollte Roger Roberts wichtigste Stütze bei der Eroberung des Südens werden. Ohne Roger wäre wohl nie ein normannisches Südreich entstanden. Seine Erfolge waren beständiger als die des älteren Bruders.
Ebenfalls im Jahr 1057 starb Humfred. Zwar hinterließ er mit seinem Sohn Abälard einen möglichen, wenngleich noch unmündigen Anwärter auf die Herrschaft, musste aber den ungleich mächtigeren Guiskard zu seinem Nachfolger bestimmen. Offenbar war die Dynastie der Hauteville mittlerweile so etabliert, dass keiner der normannischen Grafen seinem Anspruch widersprach.

### Führer der apulischen Normannen
Noch im Jahr 1057 nahm Robert die Eroberung Kalabriens wieder auf, konnte hierzu nun aber auf mehrere hundert Krieger zurückgreifen. Die Belagerung von Reggio Calabria, der größten Stadt Kalabriens, war aber erfolglos. Das Kommando über Kalabrien übertrug Robert dem jungen und ehrgeizigen Bruder Roger, um gegen einen apulischen Aufstand unter Graf Peter von Trani vorgehen zu können. Ein weiterer Versuch, Reggio Calabria einzunehmen, scheiterte. 1058 überwarfen sich die Brüder, da Robert Roger den Sold für dessen stipendiarii schuldig blieb. Roger suchte nun die Annäherung an den Bruder Wilhelm, der ihm das befestigte Scalea überließ. Von hier aus zog Roger mit seiner Bande wie einst Robert durch die Lande. Dieser beargwöhnte zwar den Bruder, söhnte sich aber angesichts wieder ausbrechender kalabrischer Aufstände mit Roger aus. Vielleicht ist auch eine Aufteilung Südkalabriens vereinbart worden. Jedem der beiden wurde die Hälfte einer jeden eroberten Stadt zugesprochen.
Der von Wilhelm bedrängte Fürst Gisulf von Salerno wandte sich in dieser Zeit an Robert. Dieser nutzte die Gelegenheit und spielte beide gegeneinander aus. Gisulf zahlte für den Frieden einen jährlichen Tribut an Robert, wofür dieser den Frieden mit Wilhelm garantierte. Robert bekam außerdem 1058/59 die Hand von Gisulfs Schwester Sichelgaita. Die Ehe mit Alberada wurde zuvor wegen (angeblicher) Blutsverwandtschaft aufgelöst.
In Kalabrien schlug Roger um diese Zeit den letzten größeren Aufstand nieder. Bis zum Jahresende war bis auf den äußersten Süden Byzanz aus Kalabrien völlig verdrängt.

### Melfi 1059: Robert wird Lehnsmann des Papstes

Das Kastell von Melfi

Im Jahr 1059 vollführte der Papst eine radikale Wende in seiner Haltung gegenüber den Normannen. Galten sie bis zu jenem Zeitpunkt als Ungläubige, auf einer Stufe mit den Sarazenen, so suchte die Kurie nun ein Bündnis. Der primäre Grund lag in der schwachen militärischen Stellung des Reformpapsttums selbst: 1059 konnte die Reformpartei um Archidiakon Hildebrand den amtierenden Papst Benedikt X. absetzen und ihren Kandidaten Nikolaus II. inthronisieren. Im Lateran erkannte man allerdings schnell die Realitäten: Gegen so starke Feinde wie den römischen Adel und den deutschen König benötigte der Papst einen starken Verbündeten. Der größte Machtfaktor im Süden waren die Normannen, und so suchte der Papst vermutlich durch die Vermittlung von Desiderius, dem Abt von Montecassino, einen Pakt mit den Normannen.
Im August des Jahres 1059 kam es zur Synode von Melfi. Papst Nikolaus bestätigte nicht nur die Gebietsansprüche der beiden Fürsten Richard von Capua und Robert Guiskard, sondern machte sie zu seinen Lehnsleuten. Robert wurde in den Stand des Herzogs von Apulien, Kalabrien und des zukünftigen Sizilien erhoben. Mit dieser Verfahrensweise unterstützte der Papst ausdrücklich die Rückeroberung Siziliens aus den Händen der Sarazenen. Robert hatte eine jährliche Abgabe zu zahlen und trug fortan das Banner des Papstes. Die Belehnung, vor allem die Rechtsgrundlage des Papstes, ist Gegenstand einer intensiven historischen Diskussion.

### 1060–1072: Sizilien und Apulien
Unter dem päpstlichen Banner begannen die Hauteville-Brüder die Eroberung Siziliens. Um das Jahr 1060 fiel zunächst Reggio Calabria. Die Bewohner der Stadt ergaben sich kampflos den Belagerern. Von dort setzte Roger im Jahr 1061 nach Sizilien über und eroberte Messina. Bis 1064 konnte er den Nordosten Siziliens unter seine Kontrolle bringen. Nachdem Roger in Kalabrien weitere Soldaten ausgehoben und eine Flotte aufgebaut hatte, unternahmen die Brüder erneut Eroberungszüge nach Sizilien. Nach dreijähriger, zäher Belagerung und erfolgreicher Flottenblockade nahmen sie am 15. April 1071 die Hafenstadt Bari ein, von wo die Byzantiner Aufstände gegen die Hauteville angezettelt hatten. Nachdem auch Palermo im Januar 1072 gefallen war, machte Robert Guiskard als sein Lehnsherr den Bruder zum Grafen von Sizilien, behielt aber Palermo, halb Messina und den nordöstlichen Teil der Insel, das Val Demone, für sich und kehrte nach Apulien zurück. Im Jahr 1062 hatten die beiden bereits in einem Vertrag ein Kondominium für die Eroberungen in Kalabrien vereinbart.

### 1073–1080 Guiscard und Gregor VII.: Die Normannen profitieren vom Investiturstreit
Bald nach der Wahl Hildebrands zum Papst Gregor VII. im Jahr 1073 kam es zum Streit zwischen dem selbst- und sendungsbewussten Pontifex und dem Herzog. Robert handelte in diesem Konflikt stets aus einer Position militärischer Stärke heraus und bald hatte Gregor ihn als Verbündeten gegen den deutschen König nötig. Somit konnte der Normanne aus dem epochalen Investiturstreit zwischen Papst und Kaiser Nutzen ziehen.
Eine Begebenheit aus dem Jahr 1073 verdeutlichte den Herrschaftsanspruch des Papstes: Robert erkrankte, so dass sich rasch das Gerücht verbreitete, er sei tot. Seine Frau Sichelgaita schwor derweil die normannischen Barone auf ihren damals etwa 13-jährigen Sohn Roger Borsa ein. Papst Gregor brachte hingegen in einem Kondolenzschreiben zum Ausdruck, er erwarte, dass Sichelgaita den Sohn zur Investitur nach Rom bringe. Ohne das päpstliche Placet – so der Standpunkt Gregors – sollte es keinen normannischen Herzog geben. Das Lehen betrachtete der Papst als an die Person gebunden, der es erteilt wurde, und nicht erblich. Zur Überraschung des Papstes aber beantwortete der totgeglaubte Guiskard das Kondolenzschreiben persönlich.
Nachdem der Herzog des Öfteren Raubzüge in das Patrimonium Petri unternommen hatte, verhängte Papst Gregor auf der Fastensynode von 1074 den Kirchenbann über ihn. Der Papst verfolgte nun eine Doppelstrategie. Ein Heer sollte aufgestellt werden, um den Byzantinern im Kampf gegen die Seldschuken zu helfen. In einem ersten Schritt wollte der Papst die Normannen besiegen. Doch dazu kam es nicht.

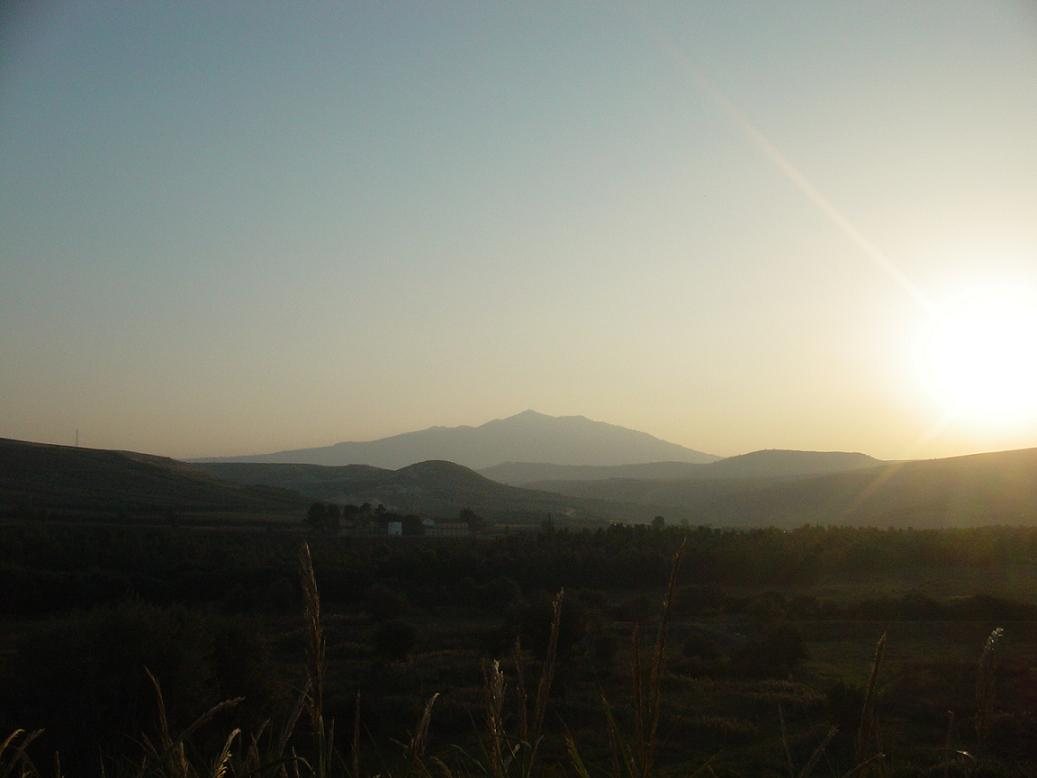
Landschaft bei Melfi, Basilicata (Monte Vulture)

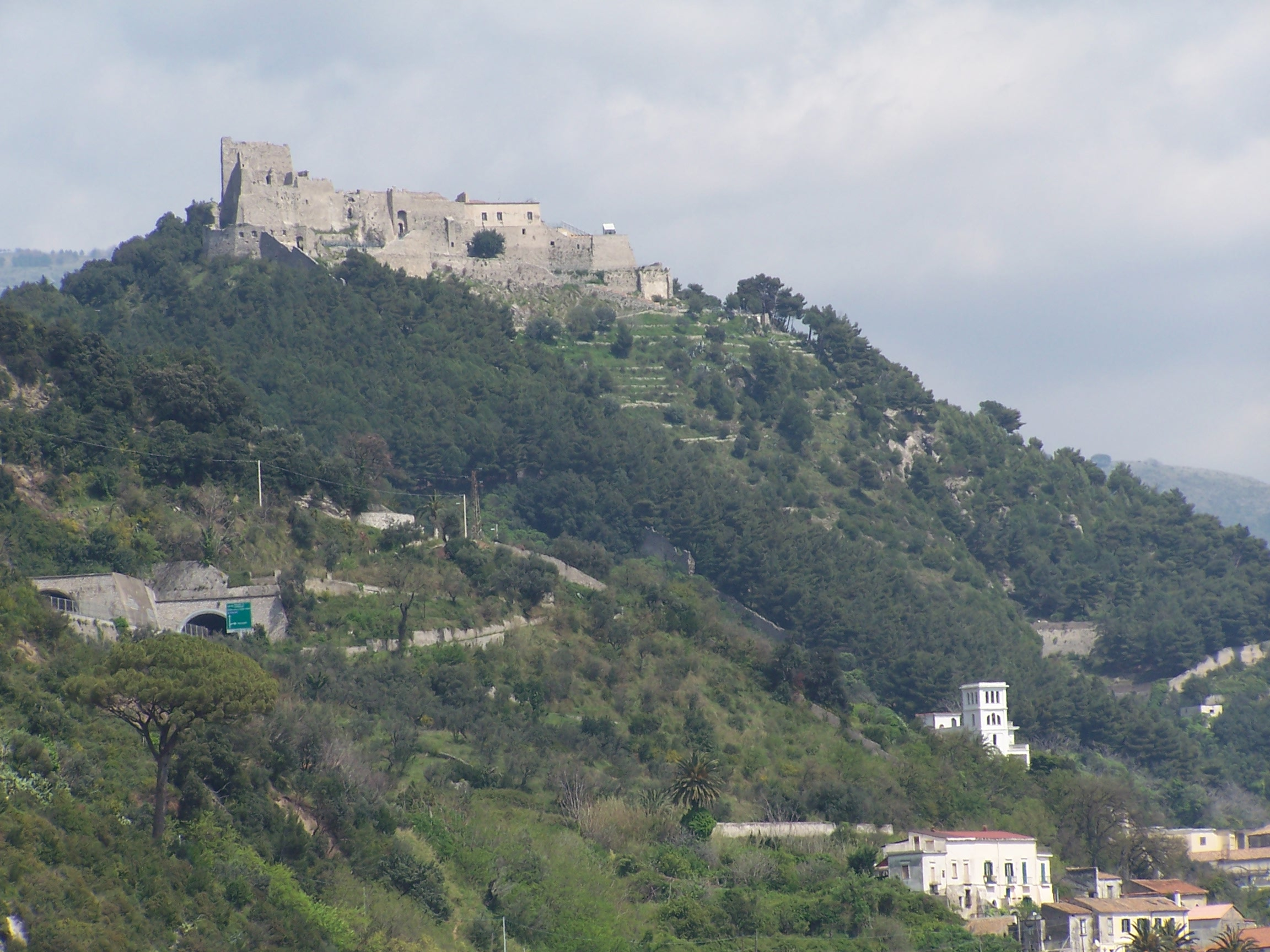
Ruinen des Castello di Arechi in Salerno

Der Bann verfehlte seine Wirkung. Es kümmerte den Normannen, der nicht dafür bekannt war, viel Skrupel zu haben, überhaupt nicht. Im Gegenteil, es schien so, als fühlte er sich nun erst richtig ungebunden und als käme ihm die Exkommunikation gelegen. Als sich im Verlauf des Jahres 1076 der Streit zwischen Papst und König zuspitzte und Heinrich Papst Gregor zur Abdankung aufforderte, worauf Papst Gregor Heinrich exkommunizierte, zeigte sich der Papst dem Normannen gegenüber erstmals zum Einlenken bereit. Robert erhielt ein Friedensangebot. Der Herzog aber stellte sich zunächst taub und hörte sich stattdessen die Gesandten des deutschen Königs an. Dieser bot sich ihm als Lehnsherr an. Höflich lehnte Robert ab. Er zog den Papst als Lehnsherrn vor. Denn dieser verfügte im Gegensatz zum König über keine Truppen. Und nur Truppen konnten Robert gefährlich werden.
Robert söhnte sich im Frühjahr 1076 mit seinem normannischen Widersacher Richard von Capua aus. Gemeinsam nutzten sie die Verwicklungen des Papstes aus. Robert belagerte und eroberte das reiche und bedeutende Salerno und vertrieb den letzten langobardischen Fürsten. So sehr Papst Gregor auch die Normannen verdammte und sie des Meineids bezichtigte – Robert wusste sich argumentativ bestens zu helfen. Der Papst, so der Herzog, habe ihm stets die Übertragung des Lehens verwehrt, daher sei er nicht dessen Vasall – ein vertragsloses Verhältnis. Ein Umstand, den die stets um Legitimation ihrer Herrschaft bemühten Normannen für sich nutzten. Bis 1080 glühte die Feindschaft unvermindert weiter, mit deutlichen Vorteilen für den Normannen. Papst Gregor musste nach dem Gang nach Canossa mit einem Gegenschlag aus Deutschland rechnen. Tatsächlich ließ König Heinrich Papst Gregor Pfingsten 1080 absetzen. Umso mehr war dem Papst an einem schnellen Friedensschluss mit den Normannen gelegen. So löste er Robert Guiskard im Juni aus den Fesseln der Exkommunikation – nach sechs Jahren. Im Juni trafen sich der Guiscard und Papst Gregor in Ceprano. Aus Furcht vor den Entwicklungen um Heinrich sah sich Papst Gregor schließlich gezwungen, den berüchtigten Herzog zu seinem Bundesgenossen zu machen.

### 1080–85: Zwischen Byzanz und Rom

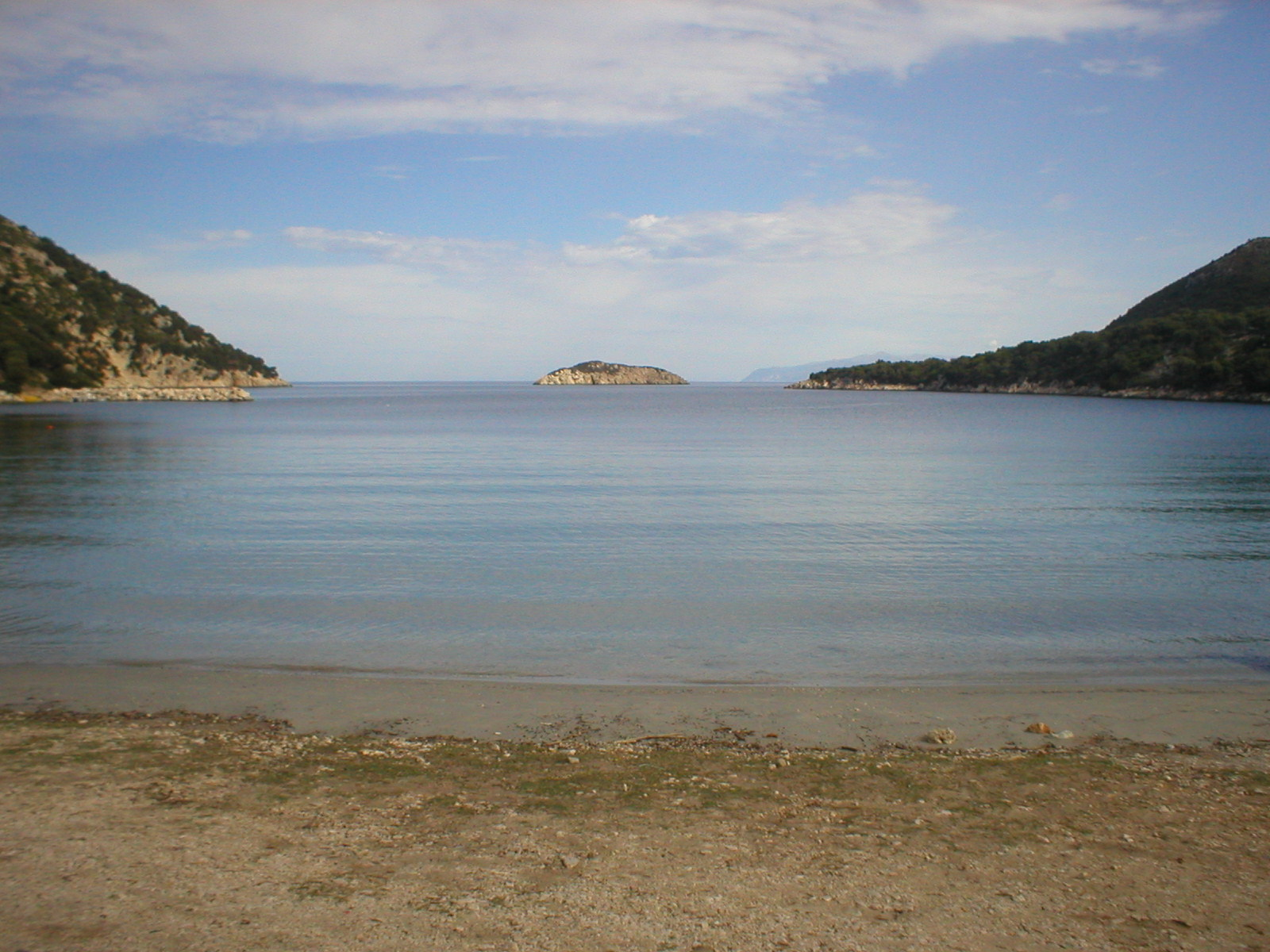
Der Strand Porto Atheras, wo Guiskard starb

Die Forschung äußert sich vorsichtig hinsichtlich der Ziele des Herzogs. Strebte er tatsächlich die oströmische Kaiserwürde an? Berücksichtigt man die Akribie und Zähigkeit, mit der Robert die Griechenlandfeldzüge anging, liegt dieser Schluss nicht fern. Schon 1074 arrangierte Robert die Verlobung seiner Tochter Helena mit Konstantin, Sohn des oströmischen Kaisers Michael VII. Dukas. Damit deutete er schon damals seine Ambitionen an. Immerhin war er stark genug, das byzantinische Imperium an den Rand der Niederlage zu bringen. Dass seine Pläne platzten, lag vor allem an der permanenten Unruhe in Italien, die ihn in aussichtsreichen Positionen unverrichteter Dinge abbrechen ließen. Bezeichnenderweise starb er auf griechischem Boden.
1081 zog Robert gegen den neuen byzantinischen Kaiser Alexios Komnenos. Dabei wurde er von dem Mönch Raiktor begleitet, der die Identität des abgesetzten Michael VII. angenommen hatte, in dessen Namen Robert zu handeln vorgab. Nach anfänglich herben Rückschlägen – die Venezianer versenkten die Flotte – schlug er Alexios bei Durazzo in einer großen Schlacht (18. Oktober). Die Stadt selbst wurde am 16. Januar 1082 eingenommen. Robert drang noch bis fast vor Saloniki vor, bevor er zurückeilen musste, um in Italien nach dem Rechten zu sehen. Aufstände in Apulien und die Notlage seines Lehnsherrn Papst Gregors VII. zwangen ihn dazu. Im Verlaufe des Jahres unterdrückte Robert zunächst die Rebellion und wütete in den Ländern seines Gegners Jordan von Capua. Mittlerweile war Papst Gregor VII. in Rom in Bedrängnis gekommen. König Heinrich belagerte Rom und drang schließlich in die Leostadt ein (Juni 1083), im Jahr darauf ließ er sich vom Gegenpapst Clemens III. zum Kaiser krönen. Währenddessen harrte Papst Gregor auf der Engelsburg aus und richtete Hilfegesuche an seinen Vasallen Robert. Der Kaiser zog noch einmal demonstrativ gen Süden, zu Kampfhandlungen kam es aber zwischen dem Deutschen und dem Normannen nicht. Als Robert schließlich neue Truppen ausgehoben hatte, war der deutsche König abgezogen. 1084 eroberten die normannischen Truppen Rom. Robert betrat die Stadt, um seinen Lehnsherrn Papst Gregor gegen den Willen der Römer wieder einzusetzen. Als sie auf Widerstand stießen, plünderten die Truppen des Herzogs die Stadt und brannten sie nieder. Die Plünderung Roms von 1084 gilt als Zäsur für das mittelalterliche Rom (Beginn 28. Mai 1084). Geschätzte 3/4 der Stadt lag in Trümmern. Papst Gregor konnte sich nicht halten und folgte Robert an dessen Hof in Salerno, wo er 1085 starb.
Kaum kehrte ein wenig Ruhe in Italien ein, eilte Robert zurück nach Griechenland, wo sein Sohn Bohemund von Tarent in Rückzugsgefechte verwickelt war. Nach einigen Niederlagen gegen die mit Alexios verbündete venezianische Flotte schlugen die Normannen einen gegnerischen Schiffsverband bei Korfu entscheidend. Robert bereitete nun das Eindringen in das Ionische Meer vor, über das er auf die Insel Kefalonia gelangte. Dort verstarb Robert überraschend, vermutlich am 17. Juli 1085, in der Nähe von Atheras an einer Typhus- oder Ruhrerkrankung. Die Nachfolge als Herzog trat sein Sohn Roger Borsa an. Bohemund von Tarent, sein ältester Sohn aus erster Ehe, schloss sich 1096 dem Ersten Kreuzzug an, in dessen Verlauf er sich das Fürstentum Antiochia eroberte. Im Jahr 1130 verschmolz sein Neffe Roger II. das Herzogtum Apulien mit Sizilien zum Königreich Sizilien.

## Robert Guiscard als literarisches Sujet
- Dante erwähnt Robert Guiscard  sowohl im Inferno (XXVIII, 14) als auch im Paradiso (XVIII, 48) seiner Göttlichen Komödie,
- Georg Carl Claudius verfasste Die Grafen Guiscardi. Ein Trauerspiel in fünf Aufzügen. 1791
- Matthew Gregory Lewis: Adelghita – or: The Fruits of a Single Error. A Tragedy in Five Acts. 1806.

- Heinrich von Kleist: Robert Guiskard, Herzog der Normänner von 1808, ein Fragment. Thema des Dramas ist die Problematik der Legitimation von Herrschaft – mit deutlicher Bezugnahme auf Napoleon. 1951 produzierte der Bayerische Rundfunk unter der Regie von Walter Ohm, der auch für die Funkbearbeitung zuständig war, nach dieser Vorlage ein ca. 46-minütiges Hörspiel.
- Joseph von Eichendorff: Robert und Guiscard. Versepos, erschienen 1855.

- Friedrich Lorch: Robert Guiskard. Drama in fünf Akten. 1907
- Michele Scozia: Sichelgaita. Signora del Mezzogiorno. 1994. Protagonistin des Buchs ist Roberts zweite Frau.
- Gabriella Brooke: The Words of Bernfrieda. Chronicle of Hauteville, the Chronicle of the Life of Fredesenda, Wife of Tancred of Hauteville and Mother of Robert Guiscard. 1999. Protagonistin des Buchs ist Bernfrieda, die Mutter Robert Guiscards.
- Karl Simrock schildert Guiscardus als Liebhaber der Gismunda, der Tochter des Fürsten Tancredus, Witwe des Herzogs von Capua und Titelfigur der gleichnamigen Erzählung in den Deutschen Volksbüchern Bd. 6 (1847).

Literatur zu Kleists Drama
- R. Samuel, H. Brown, Kleist's Lost Year and the Quest for Robert Guiskard. Spa 1981.
- Heinrich von Kleist: Robert Guiskard, Herzog der Normänner. Studienausgabe. Stuttgart 2011.